# Макс Толсон
Макс Толсон (англ. Max Tolson, нар. 18 липня 1945, Вуллонгонг, Австралія) — австралійський футболіст, який грав на позиції нападника. Відомий за висупами у низці австралійських клубів, а також у складі збірної Австралії, у складі якої знаходився на чемпіонаті світу 1974 року.

## Клубна кар'єра
Макс Толсон народився у Вуллонгонгу, та розпочав виступи на футбольних полях у місцевому футбольному клубі «Саут Кост Юнайтед», з яким виграв першість штату Новий Південний Уельс у 1965 році. Після успішного дебюту у 1965 році його запросили до нижчолігового англійського клубу «Воркінгтон», у якому австралійський нападник грав протягом 1965—1967 років. У 1967 році повернувся до клубу «Саут Кост Юнайтед», у якому грав до 1971 року, вигравши вдруге першість штату Новий Південний Уельс у 1969 році. У 1972—1973 роках грав у команді «Клуб Марконі», а в 1974 році сезон провів у складі «Сейфвей Юнайтед». Закінчив виступи на футбольних полях після проведеного сезону в клубі «Сідней Кроатія» у 1975 році.

## Виступи за збірну
У збірній Австралії Макс Толсон дебютував 11 листопада 1971 року в матчі зі збірною Ізраїлю, забивши м'яч вже у своїй дебютній зустрічі. У складі австралійської збірної брав участь у кваліфікації до чемпіонату світу 1974 року, забивши у цьому турнірі кілька вирішальних голів, що посприяло отриманню командою вперше в історії австралійського футболу путівки на чемпіонат світу. Толсона включили до заявки збірної на чемпіонат світу, проте випадкова травма, яку він отримав перед початком першості, завадила йому зіграти на чемпіонаті. Після закінчення першості світу Макса Толсона більше не викликали до складу збірної. Усього Толсон зіграв у складі збірної 16 матчів, у яких відзначився 4 забитими м'ячами.